# Contea di Xiapu
La contea di Xiapu (霞浦县S, XiápǔP) è una contea della Cina, situata nella provincia del Fujian.